# Passiflora sublanceolata
Passiflora sublanceolata (Killip) J.M. MacDougal – gatunek rośliny z rodziny męczennicowatych (Passifloraceae Juss. ex Kunth in Humb.). Występuje endemicznie w Meksyku (w stanie Kalifornia Dolna.

## Morfologia
PokrójZdrewniałe, trwałe, owłosione liany.
LiściePotrójnie klapowane, sercowate u podstawy, skórzaste. Mają 3–8,5 cm długości oraz 2–6 cm szerokości. Ząbkowane, z ostrym wierzchołkiem. Ogonek liściowy jest owłosiony i ma długość 10–15 mm. Przylistki są półpierścieniowe o długości 10 mm.
KwiatyPojedyncze lub zebrane w pary. Działki kielicha są liniowe, różowe lub czerwonopurpurowe, mają 3–4 cm długości. Płatki są liniowe, różowe, mają 3–4 cm długości. Przykoronek ułożony jest w 5 rzędach, biało-purpurowe lub różowe, ma 3–10 mm długości.
OwoceSą jajowatego lub elipsoidalnego kształtu. Mają 3–4 cm długości i 2–3 cm średnicy.